# Nebulus 2: Pogo a gogo
Nebulus 2 - Pogo a gogo (ook wel Tower Toppler) is een computerspel dat werd ontwikkeld door Infernal Byte Systems en uitgegeven door 21st Century Entertainment. Het spel kwam in september 1991 uit voor de Commodore Amiga. Het spel is een vervolg op Nebulus. De speler speelt een karakter genaamd Pogo. 

## Ontvangst
| Beoordeeld door                | Datum          | Score |
| ------------------------------ | -------------- | ----- |
| Amiga Action                   | september 1991 | 92%   |
| Amiga Computing                | oktober 1991   | 90%   |
| The One For Amiga Games        | september 1991 | 86%   |
| Zero                           | oktober 1991   | 86%   |
| Pixel                          | november 1991  | 85%   |
| Info                           | februari 1992  | 80%   |
| Computer and Video Games (CVG) | september 1991 | 79%   |
| Power Play                     | september 1991 | 71%   |
| Amiga Power                    | september 1991 | 66%   |
| Amiga Format                   | oktober 1991   | 63%   |
| Amiga Joker                    | oktober 1991   | 52%   |